# Премія «Кіноколо» за найкращий анімаційний фільм
Премія «Кіноколо» за найкращий анімаційний фільм — одна з кінематографічних нагород, що надається в рамках Національної премії кінокритиків «Кіноколо». Присуджується найкращому анімаційному фільму українського виробництва, починаючи з другої церемонії вручення нагород премії 2019 року. Премією нагороджується режисер та / або продюсер фільму.
Першим переможцем у номінації «Найкращий анімаційний фільм» (2019) став фільм «Кохання» Микити Лиськова.

## Переможці та номінанти
Нижче наведено список фільмів, які отримали цю премію, а також номінанти. ★ Імена переможців виділені окремим кольором

## 2010-ті
| Церемонії   | Назва фільму           | Режисер(и)          | Продюсер(и)         | Країна  |
| ----------- | ---------------------- | ------------------- | ------------------- | ------- |
| 2-га (2018) | ★ «Кохання»            | Микита Лиськов      | Андрій Границя      | Україна |
| 2-га (2018) | «Пуповина»             | Олександр Бубнов    | Віталій Хало        | Україна |
| 2-га (2018) | «Поки не стане чорним» | Анастасія Фалілеєва | Анастасія Фалілеєва | Україна |
| 2-га (2018) | «Лісова пісня»         | Андрій Науменко     | Андрій Науменко     | Україна |

## 2020-ті
| Церемонії   | Назва фільму        | Режисер(и)          | Продюсер(и)       | Країна |
| ----------- | ------------------- | ------------------- | ----------------- | ------ |
| 3-тя (2020) | ★«Віктор_Робот»     | Анатолій Лавренішин | Олена Голубєва    |        |
| 3-тя (2020) | «Вигаданий пейзаж»  | Микита Лиськов      | Микита Лиськов    |        |
| 3-тя (2020) | «Прізвище в кишені» | Степан Коваль       | Ганна Полоніченко |        |
| 3-тя (2020) | «Сурогат»           | Стас Сантімов       | Стас Сантімов     |        |